# Sidney Breese
Sidney Breese, né le 7 septembre 1800 et décédé le 28 juin 1878, est un homme politique américain, membre du Parti démocrate et sénateur de l'Illinois de 1843 à 1849.